# Corybas
Corybas je rod orhideja čija je rasprostranjenost na otocima Nova Gvineja, Australija, manje skupine na Novom Zelandu, Nova Kaledonija, Macquarie. 
Rod je posljednjih godina pretrpio opsežno cijepanje, koje vjerojatno nije opravdano, pa se ovdje tretira sensu lato. Godine 2023. na Filipinima je otkrivena nova vrsta Corybas hamiguitanensis.

## Vrste
1. Corybas abditus D.L.Jones
2. Corybas abellianus Dockrill
3. Corybas aconitifolius Salisb.
4. Corybas acuminatus M.A.Clem. & Hatch
5. Corybas acutus J.Dransf. & J.B.Comber
6. Corybas aduncus (Schltr.) Schltr.
7. Corybas albipurpureus P.Royen
8. Corybas amungwiwensis P.Royen
9. Corybas annamensis Aver.
10. Corybas arachnoideus (Schltr.) Schltr.
11. Corybas arcanus (D.L.Jones) comb.ined.
12. Corybas arfakensis (J.J.Sm.) Schltr.
13. Corybas aristatus (Schltr.) Schltr.
14. Corybas autumnalis A.P.Br. & D.Edmonds
15. Corybas bancanus (J.J.Sm.) Schltr.
16. Corybas barbarae D.L.Jones
17. Corybas betchei (F.Muell.) Schltr.
18. Corybas betsyae P.Royen
19. Corybas boholensis Tandang, R.Bustam., T.Reyes Jr. & S.P.Lyon
20. Corybas boridiensis P.Royen
21. Corybas bryophilus J.J.Sm.
22. Corybas calcicola J.Dransf. & Gord.Sm.
23. Corybas calliferus (J.J.Sm.) Schltr.
24. Corybas calopeplos J.Dransf. & Gord.Sm.
25. Corybas calophyllus (Schltr.) Schltr.
26. Corybas carinatus (J.J.Sm.) Schltr.
27. Corybas carinuliferus (Schltr.) P.Royen
28. Corybas carsei (Cheeseman) Hatch
29. Corybas caudatus Holttum
30. Corybas cerasinus D.L.Jones & B.Gray
31. Corybas cheesemanii Hook.f. ex Kirk
32. Corybas circinatus Tandang & R.A.Bustam.
33. Corybas comptus J.Dransf. & Gord.Sm.
34. Corybas confusus Lehnebach
35. Corybas crenulatus J.J.Sm.
36. Corybas cryptanthus Hatch
37. Corybas cyclopensis P.Royen
38. Corybas cymatilis P.Royen
39. Corybas dentatus D.L.Jones
40. Corybas despectans D.L.Jones & R.C.Nash
41. Corybas diemenicus (Lindl.) Rupp
42. Corybas dienemus D.L.Jones
43. Corybas diversifolius S.P.Lyon
44. Corybas dowlingii D.L.Jones
45. Corybas ecarinatus Anker & G.Seidenf.
46. Corybas echinulus E.Faria
47. Corybas ekuamensis P.Royen
48. Corybas epiphyticus (J.J.Sm.) Schltr.
49. Corybas erythrocarpus J.J.Sm.
50. Corybas expansus D.L.Jones
51. Corybas fanjingshanensis Y.X.Xiong
52. Corybas fenestratus P.Royen
53. Corybas fimbriatus (R.Br.) Rchb.f.
54. Corybas finisterreanus S.P.Lyon
55. Corybas fordhamii (Rupp) Rupp
56. Corybas fornicatus (Blume) Rchb.f.
57. Corybas gastrosiphon (Schltr.) Schltr.
58. Corybas geminigibbus J.J.Sm.
59. Corybas gemmatus P.J.Cribb & B.A.Lewis
60. Corybas gibbifer (Schltr.) Schltr.
61. Corybas globulus (D.L.Jones & L.M.Copel.) L.M.Copel. & D.L.Jones
62. Corybas hamiguitanensis Tandang, Galindon & R.Bustam.
63. Corybas hatchii Lehnebach
64. Corybas heberlei (D.L.Jones) comb.ined.
65. Corybas helensis S.P.Lyon
66. Corybas himalaicus (King & Pantl.) Pradhan
67. Corybas hispidus D.L.Jones
68. Corybas holttumii J.Dransf. & Gord.Sm.
69. Corybas huonensis S.P.Lyon
70. Corybas hypogaeus (Colenso) Lehnebach
71. Corybas imperatorius (J.J.Sm.) Schltr.
72. Corybas incurvus D.L.Jones & M.A.Clem.
73. Corybas insulifloris P.Royen
74. Corybas intutus (D.L.Jones) comb.ined.
75. Corybas iridescens Molloy & Irwin
76. Corybas kaiganganianus Tandang, A.S.Rob. & M.D.Angeles
77. Corybas karkarensis P.Royen
78. Corybas karoensis J.B.Comber & J.Dransf.
79. Corybas kinabaluensis Carr
80. Corybas klossii (Ridl.) Schltr.
81. Corybas koresii P.Royen
82. Corybas laceratus L.O.Williams
83. Corybas ledermannii (Schltr.) Schltr.
84. Corybas leucotyle (Schltr.) Schltr.
85. Corybas limpidus D.L.Jones
86. Corybas longipedunculatus P.Royen
87. Corybas longipetalus (Ridl.) Schltr.
88. Corybas longitubus (D.L.Jones & L.M.Copel.) M.A.M.Renner
89. Corybas macranthus (Hook.f.) Rchb.f.
90. Corybas mammillifer P.Royen
91. Corybas mankiensis P.Royen
92. Corybas merrillii (Ames) Ames
93. Corybas minimus (R.J.Bates) J.M.H.Shaw
94. Corybas minutus (Drake) Schltr.
95. Corybas mirabilis (Schltr.) Schltr.
96. Corybas moluccanus (Schltr.) Schltr.
97. Corybas montanus D.L.Jones
98. Corybas montis-stellaris P.Royen
99. Corybas muluensis J.Dransf.
100. Corybas muscicola (Schltr.) Schltr.
101. Corybas nanus P.Royen
102. Corybas naviculisepalus P.Royen
103. Corybas neocaledonicus (Schltr.) Schltr.
104. Corybas oblongus (Hook.f.) Rchb.f.
105. Corybas obscurus Lehnebach
106. Corybas orbiculatus (Colenso) L.B.Moore
107. Corybas paleariferus (J.J.Sm.) Schltr.
108. Corybas papa Molloy & Irwin
109. Corybas papillatus Inuthai, Chantanaorr. & Suddee
110. Corybas papillosus (Colenso) Lehnebach
111. Corybas pictus (Blume) Rchb.f.
112. Corybas pignalii E.Faria
113. Corybas piliferus J.Dransf.
114. Corybas ponapensis (Hosok. & Fukuy.) Hosok. & Fukuy.
115. Corybas porphyrus P.Royen
116. Corybas praetermissus J.Dransf. & J.B.Comber
117. Corybas pruinosus (R.Cunn.) Rchb.f.
118. Corybas puberulus (Schltr.) Schltr.
119. Corybas puniceus T.P.Lin & W.M.Lin
120. Corybas ramosianus J.Dransf.
121. Corybas recurvus D.L.Jones
122. Corybas ridleyanus Schltr.
123. Corybas rivularis (A.Cunn.) Rchb.f.
124. Corybas roseus (Janch.) Janch.
125. Corybas rotundifolius (Hook.f.) Rchb.f.
126. Corybas royenii Kores
127. Corybas sagittatus S.P.Lyon
128. Corybas sanctigeorgianus Lehnebach
129. Corybas saprophyticus (Schltr.) Schltr.
130. Corybas scutellifer J.B.Comber & J.Dransf.
131. Corybas selangorensis J.Dransf. & Gord.Sm.
132. Corybas serpentinus J.Dransf.
133. Corybas sexalatus J.J.Sm.
134. Corybas shanlinshiensis W.M.Lin, T.C.Hsu & T.P.Lin
135. Corybas simbuensis P.Royen
136. Corybas sinii Tang & F.T.Wang
137. Corybas smithianus (J.J.Sm.) Schltr.
138. Corybas solomonensis P.Royen
139. Corybas speculum (Schltr.) Schltr.
140. Corybas stenotribonos J.B.Comber & J.Dransf.
141. Corybas striatus (Schltr.) Schltr.
142. Corybas subalpinus P.Royen
143. Corybas sulcatus (M.A.Clem. & D.L.Jones) G.N.Backh.
144. Corybas taiwanensis T.P.Lin & S.Y.Leu
145. Corybas taliensis Tang & F.T.Wang
146. Corybas tectus (D.L.Jones) comb.ined.
147. Corybas torricellensis (Schltr.) Schltr.
148. Corybas trilobus (Hook.f.) Rchb.f.
149. Corybas umbonatus (Schltr.) Schltr.
150. Corybas umbrosus J.Dransf. & J.B.Comber
151. Corybas undulatus (R.Cunn.) Rupp
152. Corybas unguiculatus (R.Br.) Rchb.f.
153. Corybas ventricosus (J.J.Sm.) Schltr.
154. Corybas vespertilionis P.Royen
155. Corybas villosus J.Dransf. & Gord.Sm.
156. Corybas vinosus (J.J.Sm.) Schltr.
157. Corybas viridisepalus S.P.Lyon
158. Corybas vitreus Lehnebach
159. Corybas walliae Lehnebach
160. Corybas ×halleanus E.Faria
161. Corybas ×miscellus D.L.Jones